# Meir ha-Levi Abulafia
Rabbi Meir ben Todros ha-Levi Abulafia (* um 1165; † 1244 in Toledo), auch bekannt als RaMaH hebräisch רמ"ה, war ein Talmudgelehrter, anerkannte Autorität in halachischen Fragen und Kabbalist im christlichen Teil Spaniens.

## Leben
Meir ha-Levi Abulafia, Sohn von Todros ben Abulafia, war der Spross einer reichen und angesehenen Gelehrtenfamilie. Seine Erziehung erhielt er in Burgos, später zogen sein Vater und er nach Toledo, wo sie eine Jeschiwa gründeten. Bereits mit Mitte 30 war Abulafia einer der drei Richter des Beth Din von Toledo. Die Wertschätzung, die er genoss, drückt sich auch darin aus, dass der Ehrentitel seines Vaters Nasi, als jener 1225 starb, auch auf den Sohn übertragen wurde.

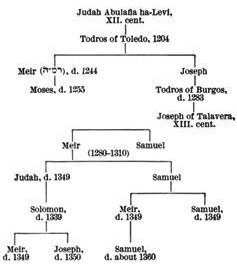
Stammbaum der Familie Abulafia in Spanien.

## Werke
Abulafia begann mit einem Brief an die Gelehrten in Lunel (Provence) den so genannten Maimonidesstreit. In ihm kritisierte er die rationalistischen Sichtweisen des Rambam zur kommenden Welt und der Auferstehung der Toten, sowie dessen allegorisierende Auslegung des Tanach, wie sie sich in seinen Hauptschriften, dem Führer der Unschlüssigen und dem Mischne Tora, äußert. Zu seinem Entsetzen fand er mit seinen Ansichten jedoch keinen Anklang bei den Kollegen in Lunel und wurde stattdessen scharf kritisiert. Als etwa 30 Jahre später Ramban den Streit erneut austragen wollte, verweigerte Abulafia sich der Kontroverse. Der Briefwechsel mit den französischen Gelehrten erschien unter dem Titel Sefer ha-Iggerot.
Sein Hauptwerk über den Talmud trägt den Titel Perate Peratin (Detail der Details) bzw. Jad rama (Die erhobene Hand – gleichzeitig ein Wortspiel auf sein Akronym). Das seinem Titel entsprechend umfangreiche Werk ist nur zu Teilen erhalten. Geschrieben ist es in aramäischer Sprache, Worterklärungen erfolgen gelegentlich mithilfe der arabischen Sprache. Es hatte starken Einfluss auf Ascher ben Jechiel und dessen Sohn Jakob ben Ascher und so fanden zahlreiche von Abulafias Ansichten Eingang in die Arba’a Turim, das bedeutendste halachische Vorläuferwerk des Schulchan Aruch.
Mit der Massora befasst sich das Buch Massoret Sejjag la-Tora. Darin stellt er zahlreiche Regeln zum Schreiben einer Tora-Rolle zusammen. Er selbst schrieb darauf aufbauend eine Rolle, die als autoritativer Text für die spanischen Juden galt und selbst von Gelehrten aus Mitteleuropa und Nordafrika abgeschrieben wurde.
Auf dem Gebiet der Kabbala verfasste Abulafia drei Werke: einen Kommentar zum Sefer Jezira mit dem Titel Liphne u-lephanim, eine Betrachtung des Buches Bereschit (Ginat Betan) sowie Schoschan Sodot al ha-Kabbala.
Obwohl vor allem als theologisch und juristisch Gelehrter aktiv, schrieb Abulafia auch Gedichte, in denen er zum Teil seine theologisch konservativen Ansichten zum Ausdruck brachte. Erhalten ist aber auch – ungeachtet des vorangegangenen Streits – ein Klagelied auf Maimonides. Er pflegte in seiner Poesie weithin den Stil des vergangenen „Goldenen Zeitalters“, gleichwohl finden sich bereits Neuerungen, die gemeinhin der „Schule von Gerona“ zugeschrieben werden.

## Ausgaben
- Heinrich Brody: Schirim u-Mikhtavim me-Rabbi Me’ir ha-Levi Abulafia. In: Mitteilungen des Forschungsinstituts für hebräische Dichtung. Band 2, 1936, S. 1–90. [Hebräisch]